# Mitsugu Nomura
Mitsugu Nomura (野村 貢, Nomura Mitsugu) est un footballeur japonais né le 21 novembre 1956 à Hokkaido au Japon.